# Altino (Quarto d'Altino)
Altino (Altin [al̝ˈtiŋ] in veneto) è una frazione del comune italiano di Quarto d'Altino, in provincia di Venezia.
È un minuscolo centro sorto di recente sul luogo dell'omonima città romana, un tempo fiorente porto affacciato alla Laguna Veneta.

## Geografia fisica
Altino si trova a nordest del capoluogo comunale, immersa in una vasta area rurale di recente bonifica, posta ai margini della Laguna settentrionale.
Per quanto riguarda l'idrografia, la località è delimitata a ovest dal fiume Zero, che confluisce nel Dese in corrispondenza dell'angolo sudoccidentale del territorio. A sud si snoda il canale di Santa Maria, derivato sempre dal Dese, mentre in direzione nordest-sudovest scorre il canale Siloncello, un'antica via d'acqua scavata per collegare il Sile all'arcipelago torcellano. Altri corsi d'acqua di minore importanza sono, a nordovest, lo scolo Carmason e il fosso dei Battelli.

## Storia
L'attuale Altino si sviluppò verso la metà dell'Ottocento attorno alle proprietà dei Bacchini, eredi dei De Reali.

## Monumenti e luoghi d'interesse

### Chiesa parrocchiale

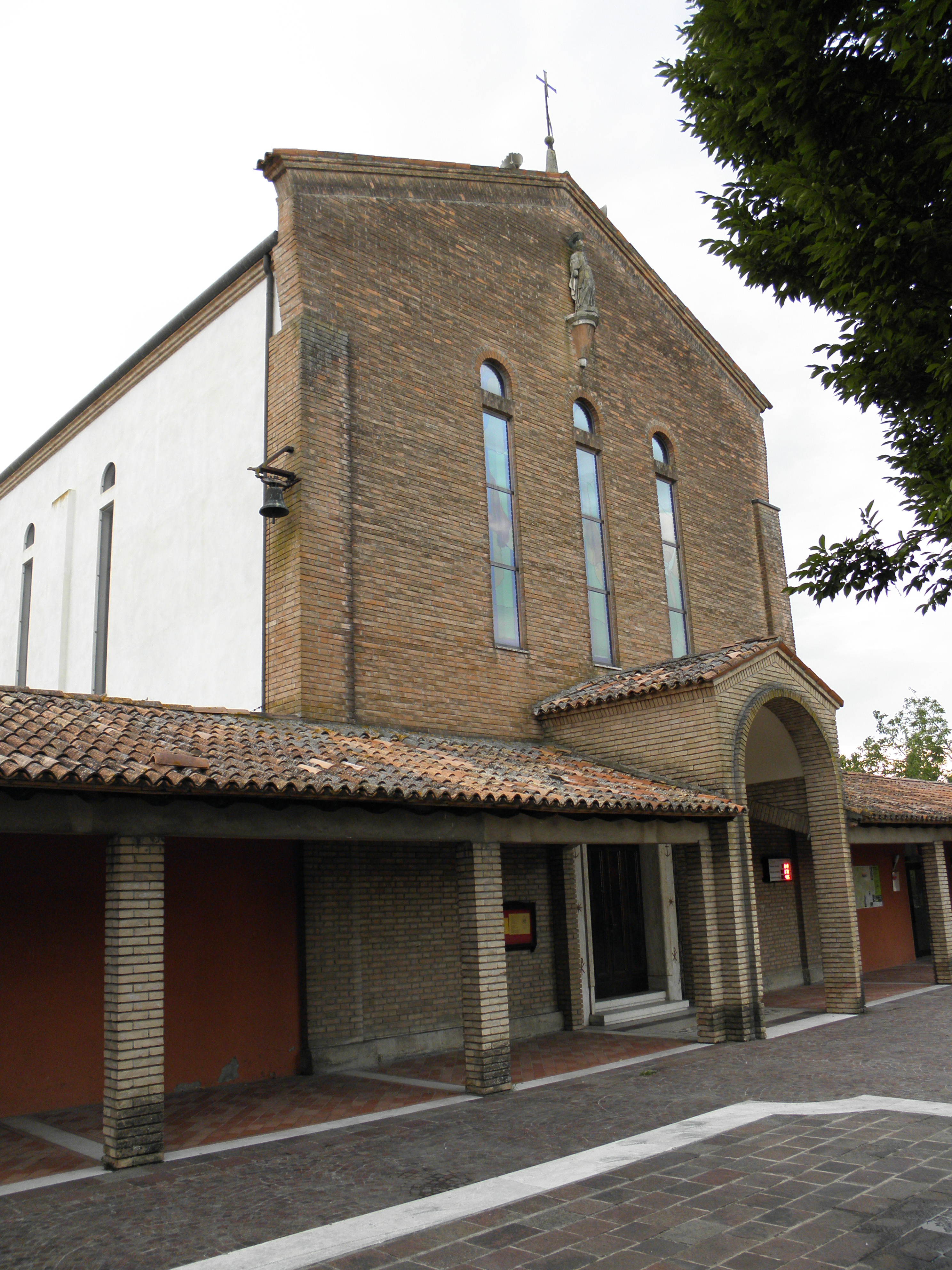
La chiesa parrocchiale

Intitolata ai santi Eliodoro e Sebastiano, fu aperta nel 1961 (prima di allora la popolazione usufruiva della chiesetta di villa Bacchini).
L'edificio, realizzato sul luogo in cui si pensa sorgesse il centro della città romana, è in stile neoromanico e venne progettato dall'architetto Ferdinando Forlati. La chiesa forma un unico complesso con il Museo archeologico, essendo raccordata ad esso tramite un porticato aperto su un lato, verso Torcello.

### Museo archeologico

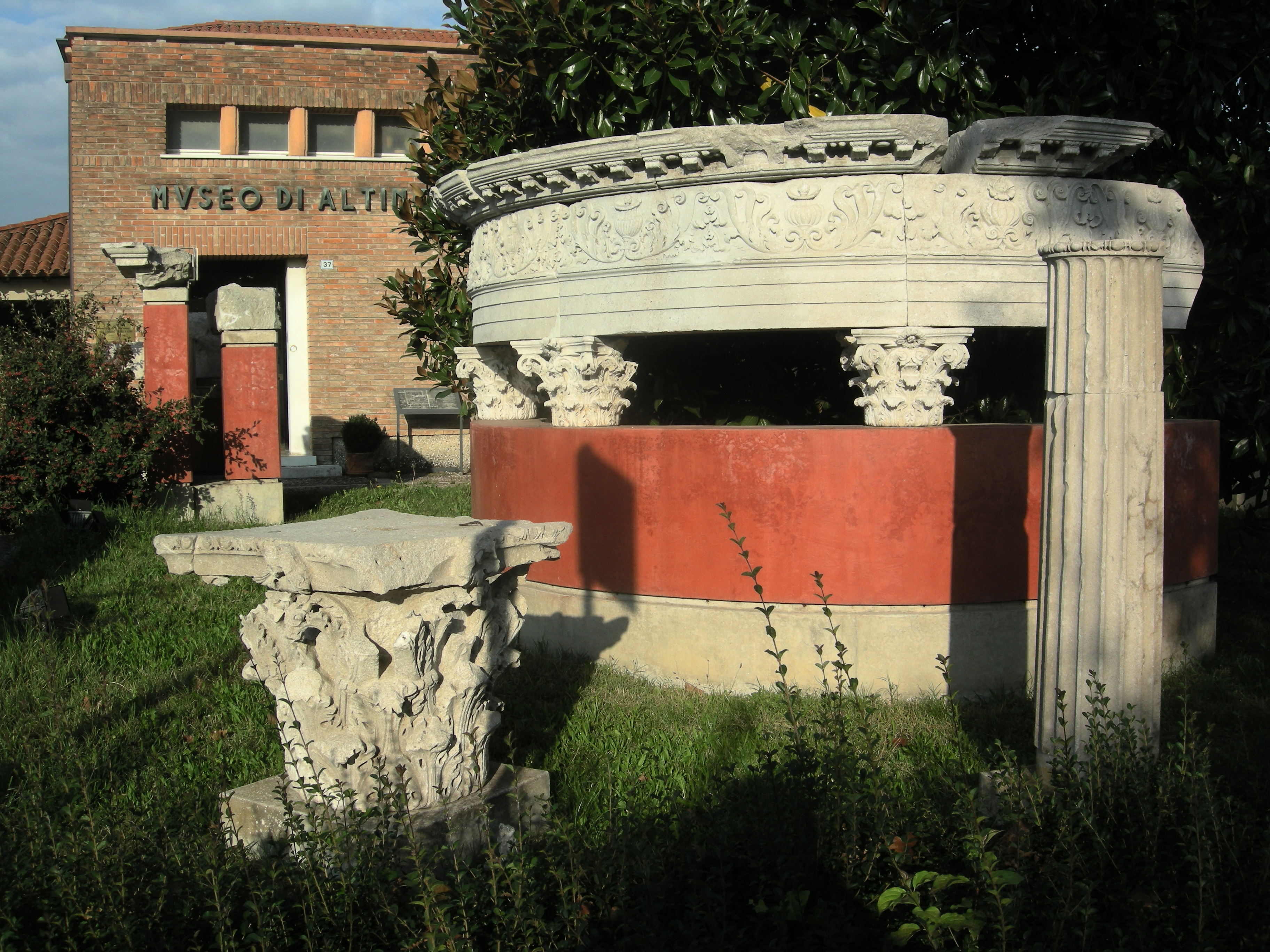
Il Museo archeologico.

Il Museo archeologico nazionale di Altino fu aperto il 29 maggio 1960, su progetto di Ferdinando Forlati e grazie al contributo del conte Marcello e della Soprintendenza archeologica.
La mostra era stata concepita come un piccolo antiquarium, tuttavia il continuo affluire di reperti (sono circa tremila quelli visibili, ma quasi trentamila sono conservati nei magazzini) ha reso insufficienti gli spazi espositivi, articolati in due sole stanze più un'area scoperta. Si sta allora pensando di trasferire il museo in due fabbricati dei dintorni, ma la mancanza di fondi non ha ancora permesso di attuare il progetto.
Si aggiungono, nelle immediate vicinanze, due zone archeologiche dove sussistono i resti di strade lastricate e costruzioni.

### Villa De Reali
Di probabile origine secentesca, è stata da poco restaurata dopo un periodo di grave decadenza.
La facciata principale è rivolta a est, verso il giardino, mentre nel retro si trova un vasto cortile con magazzini e annessi rustici (alcuni di un certo rilievo, visto che risalgono all'Ottocento). La casa dominicale segue lo schema tripartito tipico delle ville venete coeve: si sviluppa su tre livelli con aperture quadrate al piano terra, rettangolari al piano nobile e ancora quadrate in corrispondenza del granaio. Per quanto riguarda gli elementi decorativi, su ciascuno dei fronti si apriva una serliana, corrispondente al salone passante del piano nobile; tuttavia ad est ne è stata tamponata la lunetta e le porte-finestre sono state ridotte a semplici finestre (del balcone su cui si aprivano, restano solo il piano di calpestio e le mensole), mentre ad ovest si possono riconoscerne i soli profili lapidei. Il tutto è coronato da una cornice dentellata, su cui si imposta il tetto a quattro falde.
Come documentato dall'archivio dell'IRVV e da Elena Bassi, sul fronte meridionale erano murati alcuni reperti archeologici, dei quali oggi non resta traccia. Sempre sul fronte sud, si trova una lapide, che ricorda la sosta fatta dal Duca d'Aosta nella villa, durante la Grande Guerra.
Inizialmente proprietà De Reali, è passata in eredità ai Bacchini ed ora è degli Zacchello.

### Villa Bacchini-Canossa
Piccolo edificio, oggi incluso nel complesso di villa De Reali, trovandosi poco più a sud.
Realizzata nel XVIII secolo, la casa padronale ha pianta rettangolare ed è a due piani. Il fronte principale, rivolto a nord, è asimmetrico con l'ingresso spostato a sinistra; in corrispondenza di quest'ultimo, oltre la cornice dentellata, si trova un abbaino, con timpano in cima e volute ai lati.
Il prospetto sud ha subito diverse manomissioni, sicché è impossibile ricostruirne l'aspetto originario, eccezion fatta per un secondo abbaino simile al precedente.
Sul lato sinistro si addossa un oratorio, realizzato nel Novecento in uno stile definibile come neogotico.